# Trichoniscus garevi
Trichoniscus garevi är en kräftdjursart som beskrevs av Mikhail P. Andreev 2000. Trichoniscus garevi ingår i släktet Trichoniscus och familjen Trichoniscidae. Inga underarter finns listade i Catalogue of Life.